# Fabian Månsson

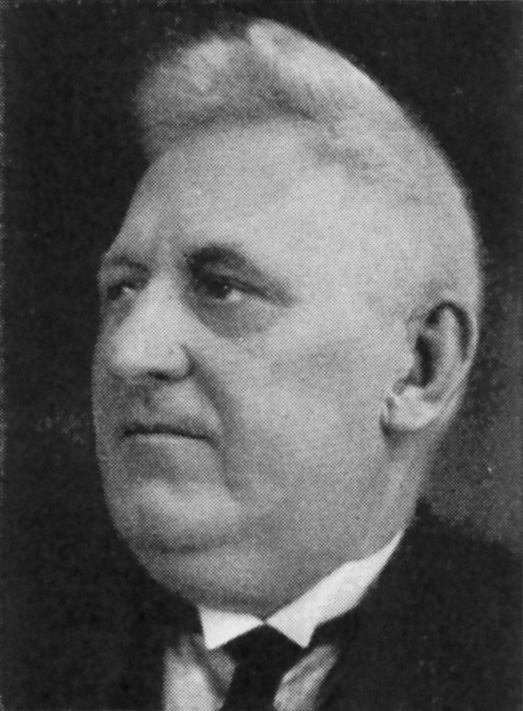
Fabian Månsson

Karl Fabian Månsson (1872 – 1938) was een Zweedse socialistische politicus. In zijn jeugd gebruikte Månsson als pseudoniem de naam Dacke, een naam die hij leende van een 16e-eeuwse leider van een boerenopstand, Nils Dacke. 
Fabian Månsson werd in 1872 geboren in een arme vissersfamilie op het eiland Hasslö. Tijdens de periode dat Fabian Månsson werkte als grondwerker, werd hij actief in de Sociaal-Democratische Partij. In 1912 werd hij gekozen voor het Zweedse lagerhuis, de Rijksdag, waarvoor hij werd herkozen tot zijn dood in 1938. 
Toen de Sociaal-Democratische Partij in 1917 in twee partijen splitste, sloot Månsson zich aan bij de radicale en revolutionaire groep die de Linkse Sociaal-Democratische Partij vormden. Toch verliet de tegen het communisme gekante Månsson de partij, toen partijleider Zeth Höglund zich aansloot bij de Internationale Communistische Partij. Månsson besloot zich weer aan te sluiten bij zijn oude partij, de Sociaal-Democraten. Månsson schreef een aantal historische werken, met inbegrip van een driedelig boek over Nils Dacke. 
Zijn jongere vriend Fredrik Ström schreef een biografie over Fabian Månsson, getiteld Fabian. Vandaag de dag staat er een beeld van Månsson in Hasslö.